# Challement
Challement é uma comuna francesa na região administrativa de Borgonha-Franco-Condado, no departamento Nièvre. Estende-se por uma área de 9,43 km². Em 2010 a comuna tinha 48 habitantes (densidade: 5,1 hab./km²).